# Quận Ford, Kansas
Quận Ford là một quận thuộc tiểu bang Kansas, Hoa Kỳ.
Quận này được đặt tên theo James Hobart Ford. Theo điều tra dân số của Cục điều tra dân số Hoa Kỳ năm 2000, quận có dân số 33.783 người. Quận lỵ đóng ở Dodge City.6.